# 卡波姆 (炔類)
卡波姆，又譯卡波莫、卡波樹脂（英語：Carbomer），是一種有機化合物，透過在其他特定的有機化合物的結構裡插入一個C2單元作擴大分子而得到。 可用作藥用輔料。
卡波姆跟其原來的模塊化合物的不同處，除了是化合物的大小外，還包括 C-C鍵 被替換成至少一條烯鍵，而原來的鍵則被替換成炔鍵。而重覆這種替換方法，不斷把更多的炔鍵插進化合物內，可令化合物變得愈來愈大，所以這種化合物在英語被稱為「carbon-molecules」，而「n」則是加插進去的 acetylene 或 allene groups 的數量。這種概念由 Rémi Chauvin於1995年提出，旨在為現有的化合物引進新的化學特性。例如：在苯的不同位置加進去，可以變成以下左右兩邊的化合物